# 紅包袋

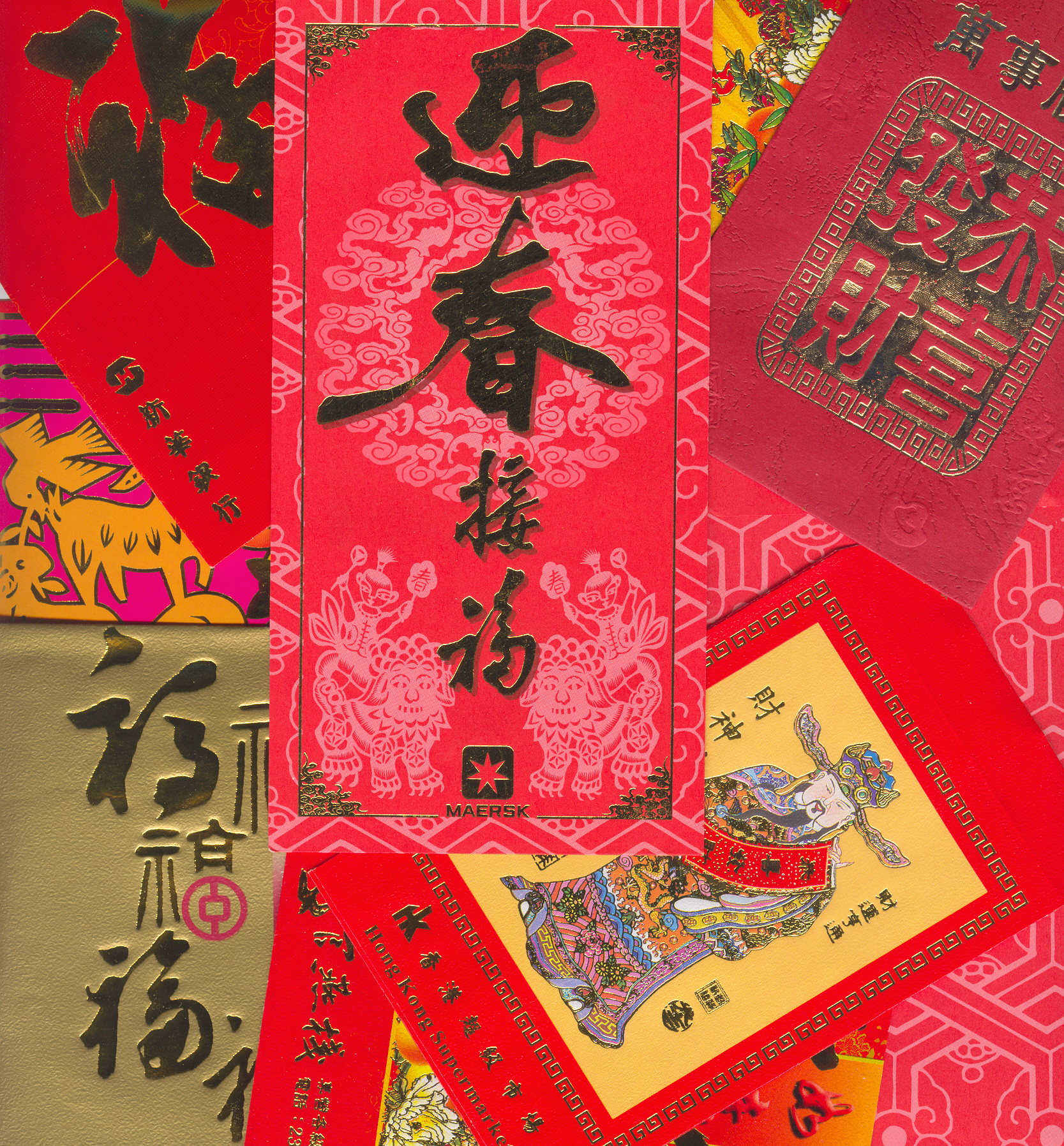
幾款機器印製的紅封

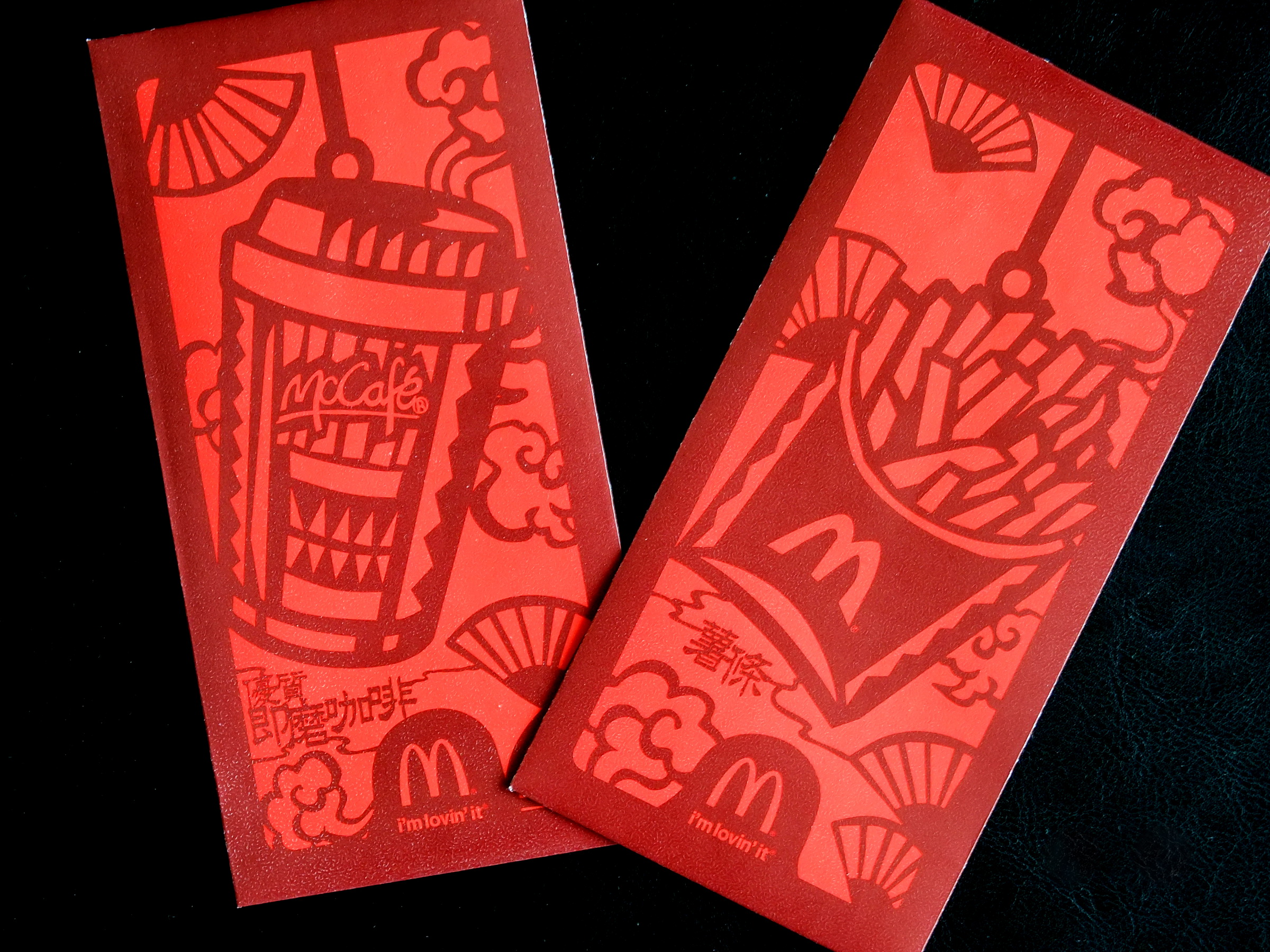
利市封是企業過年時常用的贈品，有品牌提示的作用。

紅包袋是包著金錢作為禮物送人的包裝封套，粵語稱利是封。相傳送紅包的習俗，在很久以前就流行。

## 概要
紅包袋在唐代時已經出現，當時是用手工織的布袋做“封面”，僅限於宮廷及官方使用，民間則以寓意吉祥的鮮紅色紙，包著一張寫滿祝福字句的字條，送給親朋好友，以表心意。
清代，人們則改用一張大約是正方形的紅紙，包裹銅錢或銀錢，封作“利市”。第一代的印刷紙質紅包袋，約於1900年，印刷術開始廣爲所用時，才得以問世。當時的所謂紅包袋，以紅紙印上黃油，再於未乾的黃油上綴上金粉，效果就如現今燙了金字的紅包袋般，而圖案則多以簡單爲主，再配以吉利的字句。
由於收紅包的人在在拆開紅包袋後，往往就會把紅包袋棄掉，每年浪費了不少紙張，因此有環保人士提出循環再用紅包袋。除了留待明年春節或需要時再用來封紅包外，還可以做一些賀年飾物，例如裝飾用的假爆竹、魚形或球形的吊飾等。

## 其他地方的紅包袋
越南、琉球紅包袋與中國的樣式相同，日本的紅包袋稱為，傳統上是白色的，而近年也有其他顏色出现。朝鮮人則會用白信封裝壓歲錢，因為他們把白色視為純潔的象徵。

## 繪文字
紅包袋的繪文字收錄於Unicode的補充符號和圖符之中：
|             | 🧧                | 🧧                |
| ----------- | ----------------- | ----------------- |
| Unicode名称 | RED GIFT ENVELOPE | RED GIFT ENVELOPE |
| 编码        |                   |                   |
| Unicode     | 26047             | U+1F9E7           |
| UTF-8       | 240 159 167 167   | F0 9F A7 A7       |
| UTF-16      | 55358 56807       | D83E DDE7         |
| 字符值引用  | &#129511;         | &#x1F9E7;         |